# Белый Яр (Калининградская область)
Белый Яр (до 1947 года — Айзерваген) — посёлок в Правдинском районе Калининградской области. Входит в состав Правдинского городского поселения. 

## Население
| 2002 | 2010 |
| ---- | ---- |
| 155  | ↘137 |

## История
В 1910 году в Айзервагене проживали 153 человека, в 1933 году — 255 человек, в 1939 году — 249 человек.
В 1947 году Айзерваген был переименован в посёлок Белый Яр.